# Iwan Swiryd
Iwan Uładzimirawicz Swiryd (biał. Іван Уладзіміравіч Свірыд, ros. Иван Владимирович Свирид, Iwan Władimirowicz Swirid; ur. 5 czerwca 1942 w Wieletowie) – białoruski nauczyciel, dyrektor sowchozu i polityk, członek opozycyjnej Zjednoczonej Partii Obywatelskiej, deputowany do Rady Najwyższej Republiki Białorusi XIII kadencji.

## Życiorys

### Młodość i praca
Urodził się 5 czerwca 1942 roku we wsi Wieletowo, na terytorium okupowanym przez III Rzeszę, w Komisariacie Generalnym Białoruś Komisariatu Rzeszy Wschód (obecnie w rejonie korelickim rejonu grodzieńskiego Białorusi). W 1966 roku ukończył Białoruski Uniwersytet Państwowy. W latach 1973–1978 pracował jako nauczyciel, kierownik ds. nauczania w Niepełnej Szkole Średniej w Wornianach, dyrektor Szkoły Średniej w Rytaniu w rejonie ostrowieckim. W latach 1978–1984 był wicedyrektorem, sekretarzem komitetu Komunistycznej Partii Białorusi. W latach 1984–1989 pełnił funkcję dyrektora sowchozu „Rytanskij”. W latach 1989–1996 pracował jako dyrektor Szkoły Średniej w Michaliszkach w rejonie ostrowieckim. Wchodził w skład Zjednoczonej Partii Obywatelskiej, był członkiem Komitetu Narodowego tej partii. W 1995 roku był członkiem Partii Agrarnej.

### Działalność parlamentarna
W drugiej turze wyborów parlamentarnych 28 maja 1995 roku został wybrany na deputowanego do Rady Najwyższej Republiki Białorusi XIII kadencji z Ostrowieckiego Okręgu Wyborczego Nr 115. 9 stycznia 1996 roku został zaprzysiężony na deputowanego. Od 23 stycznia pełnił w Radzie Najwyższej funkcję członka, a potem zastępcy przewodniczącego Stałej Komisji ds. Edukacji, Nauki i Kultury. Należał do frakcji agrariuszy. Od 3 czerwca był członkiem grupy roboczej Rady Najwyższej ds. współpracy z Bundestagiem Republiki Federalnej Niemiec. W czasie kryzysu politycznego w 1996 roku podpisał wniosek do Sądu Konstytucyjnego Republiki Białorusi o impeachment prezydenta Alaksandra Łukaszenki. 27 listopada 1996 roku, po dokonanej przez prezydenta kontrowersyjnej i częściowo nieuznanej międzynarodowo zmianie konstytucji, nie wszedł w skład utworzonej przez niego Izby Reprezentantów Zgromadzenia Narodowego Republiki Białorusi I kadencji. Zgodnie z Konstytucją Białorusi z 1994 roku jego mandat deputowanego do Rady Najwyższej zakończył się 9 stycznia 2000 roku; kolejne wybory do tego organu jednak nigdy się nie odbyły.

## Życie prywatne
Iwan Swiryd jest wdowcem. Jest prawosławny. W 1995 roku mieszkał we wsi Michaliszki w rejonie ostrowieckim.